# Tlogosih
Tlogosih is een bestuurslaag in het regentschap Demak van de provincie Midden-Java, Indonesië. Tlogosih telt 2798 inwoners (volkstelling 2010).